# Шанлиурфа
Шанлиурфа (тур. Şanlıurfa) — місто і район на південному сході Туреччини, адміністративний центр ілу Шанлиурфа. Місто більш відоме за назвою Урфа, або на інших мовах (курд. Riha, араб. الرها Ar-Ruhā, вірм. Ուռհա Or'ha). В античні часи місто було відоме під назвою Едеса. Згідно з переписом населення 2010 року в місті проживало 498 111 осіб, а в районі в цілому 732 722 особи. Площа району становить 3 669 км².

## Відомі мешканці
- Святий Олексій (кінець IV — початок V ст.) — християнський святий, аскет
- Вардесан (154—225) — гностик
- Браїм Халіл — езидський пророк, у християнстві — пророк Авраам
- Єфрем Сірин (306—373) — вчитель християнської церкви
- Йов — християнський пророк
- Матвій Едеський — вірменський історик XII століття
- Раббула (пом. 435) — єпископ Едеси
- Фома Кониський — християнський проповідник
- Юсуф Набі (1642—1712) — турецький поет
- Абдулла Оджалан — курдський політичний та військовий діяч